# Bahnstrecke Münster–Warstein
| Streckennummer (DB): | 2943/9213 (Münster–Neubeckum) 2940 (Beckum–Neubeckum) 9212 (Beckum–Lippstadt) 9216 Lippstadt–Warstein |                                                      |                                                      |
| Kursbuchstrecke (DB): | ex 222e Münster–Warendorf/Lippstadt ex 232p Lippstadt–Warstein                                        |                                                      |                                                      |
| Kursbuchstrecke: | 222c (Münster OstLoddenheide – Lippstadt 1946) 199b (Lippstadt – Warstein 1946)                       |                                                      |                                                      |
| Streckenlänge: | 101 km                                                                                                |                                                      |                                                      |
| Spurweite: | 1435 mm (Normalspur)                                                                                  |                                                      |                                                      |
| Maximale Neigung: | ~19 ‰                                                                                                 |                                                      |                                                      |
| | |                                                      |                                                      |
| \| \| \| Bahnstrecke Wanne-Eickel–Hamburg von Hamburg \| \| \| \| −0,6 \| Münster (Westf) Hbf \| Münster (Westf) Hbf \| \| \| \| Bahnstrecke Wanne-Eickel–Hamburg n. Wanne-Eickel \| \| \| \| \| vom Personenbahnhof Münster Ost, bis 1949 \| \| \| \| \| vom Stadthafen I \| \| \| \| \| städtische Hafenbahn \| \| \| \| \| zum Güterbahnhof \| \| \| \| 35,5 \| Münster Ost (Gbf) \| Münster Ost (Gbf) \| \| \| 35,2 \| Münster Halle Münsterland (geplant) \| Münster Halle Münsterland (geplant) \| \| \| \| vom Stadthafen II \| \| \| \| \| Dortmund-Ems-Kanal \| \| \| \| \| zur Loddenheide \| \| \| \| 32,7 \| Münster-Loddenheide (geplant) \| Münster-Loddenheide (geplant) \| \| \| \| Güterumgehungsbahn Münster \| \| \| \| 31,5 \| Gremmendorf (Hp geplant) \| Gremmendorf (Hp geplant) \| \| \| 30,8 \| Anst Sauerstoffwerke AG \| Anst Sauerstoffwerke AG \| \| \| 29,7 \| Angelmodde (Reakt. geplant) \| Angelmodde (Reakt. geplant) \| \| \| 27,2 \| Wolbeck (PV geplant) \| Wolbeck (PV geplant) \| \| \| 22,2 \| Albersloh \| Albersloh \| \| \| 21,7 \| Albersloh (geplant) \| Albersloh (geplant) \| \| \| 18,2 \| Alst \| Alst \| \| \| 14,8 \| Sendenhorst (PV geplant) \| Sendenhorst (PV geplant) \| \| \| 7,8 \| Tönnishäuschen \| Tönnishäuschen \| \| \| 5,7 \| Enniger \| Enniger \| \| \| \| \| \| \| \| 0,0 \| Neubeckum Pbf Bahnstrecke Hamm–Minden (Hauptstrecke) \| Neubeckum Pbf Bahnstrecke Hamm–Minden (Hauptstrecke) \| \| \| \| \| \| \| \| \| von Neubeckum Gbf \| \| \| \| 1,7 \| Friedrichshorst \| Friedrichshorst \| \| \| 3,0 \| Roland \| Roland \| \| \| 5,928,6 \| Beckum \| Beckum \| \| \| 27,6 \| Beckum Gbf \| Beckum Gbf \| \| \| 26,8 \| Beckum Ost \| Beckum Ost \| \| \| 22,7 \| Dünninghausen \| Dünninghausen \| \| \| 18,3 \| Diestedde \| Diestedde \| \| \| 13,9 \| Wadersloh \| Wadersloh \| \| \| 10,9 \| Liesborn \| Liesborn \| \| \| 5,3 \| Cappel Nord \| Cappel Nord \| \| \| 4,0 \| Lippstadt West \| Lippstadt West \| \| \| 3,4 \| Lippstadt Nord \| Lippstadt Nord \| \| \| 2,3 \| Lippstadt Nord bis 1989 \| Lippstadt Nord bis 1989 \| \| \| 1,2 \| Rhedaer Bahn \| Rhedaer Bahn \| \| \| \| Lippe \| \| \| \| \| Bahnstrecke Hamm–Warburg von Warburg \| \| \| \| 0,0 \| Lippstadt \| 80 m \| \| \| \| Bahnstrecke Hamm–Warburg nach Hamm \| \| \| \| \| Bad Westernkotten \| \| \| \| 5,3 \| Erwitte Nord \| Erwitte Nord \| \| \| 7,5 \| Erwitte \| 110 m \| \| \| 9,7 \| Söberinghof \| Söberinghof \| \| \| 12,1 \| Anröchte \| 180 m \| \| \| 16,6 \| Mellrich \| Mellrich \| \| \| 18,5 \| Uelde \| 290 m \| \| \| 20,7 \| Scheitelpunkt \| 330 m \| \| \| 23,3 \| Drewer \| Drewer \| \| \| \| Möhnetalbahn von Brilon \| \| \| \| \| Möhne \| \| \| \| 26,2 \| Belecke \| 265 m \| \| \| \| Möhnetalbahn nach Soest \| \| \| \| \| von Belecke Rbf \| \| \| \| 30,1 \| Belecke Lanfer \| Belecke Lanfer \| \| \| 30,7 \| Warstein \| 290 m \| \| \| \| Industriebahn zur Hohen Lieth[1] \| \| | |                                                      |                                                      |
| Strecke | | Bahnstrecke Wanne-Eickel–Hamburg von Hamburg         | Bahnstrecke Wanne-Eickel–Hamburg von Hamburg         |
| Bahnhof | −0,6                                                                                                  | Münster (Westf) Hbf                                  | Münster (Westf) Hbf                                  |
| Abzweig geradeaus und nach rechts | | Bahnstrecke Wanne-Eickel–Hamburg n. Wanne-Eickel     | Bahnstrecke Wanne-Eickel–Hamburg n. Wanne-Eickel     |
| Abzweig geradeaus und ehemals von links | | vom Personenbahnhof Münster Ost, bis 1949            | vom Personenbahnhof Münster Ost, bis 1949            |
| Abzweig geradeaus und von links | | vom Stadthafen I                                     | vom Stadthafen I                                     |
| Strecke | | städtische Hafenbahn                                 | städtische Hafenbahn                                 |
| Abzweig geradeaus und nach rechts | | zum Güterbahnhof                                     | zum Güterbahnhof                                     |
| Dienststation / Betriebs- oder Güterbahnhof | 35,5                                                                                                  | Münster Ost (Gbf)                                    | Münster Ost (Gbf)                                    |
| ehemaliger Haltepunkt / Haltestelle | 35,2                                                                                                  | Münster Halle Münsterland (geplant)                  | Münster Halle Münsterland (geplant)                  |
| Abzweig geradeaus und ehemals von links | | vom Stadthafen II                                    | vom Stadthafen II                                    |
| Brücke über Wasserlauf | | Dortmund-Ems-Kanal                                   | Dortmund-Ems-Kanal                                   |
| Abzweig geradeaus und ehemals nach rechts | | zur Loddenheide                                      | zur Loddenheide                                      |
| ehemaliger Bahnhof | 32,7                                                                                                  | Münster-Loddenheide (geplant)                        | Münster-Loddenheide (geplant)                        |
| Kreuzung geradeaus unten | | Güterumgehungsbahn Münster                           | Güterumgehungsbahn Münster                           |
| ehemaliger Bahnhof | 31,5                                                                                                  | Gremmendorf (Hp geplant)                             | Gremmendorf (Hp geplant)                             |
| ehemaliger Dienststation / Betriebs- oder Güterbahnhof | 30,8                                                                                                  | Anst Sauerstoffwerke AG                              | Anst Sauerstoffwerke AG                              |
| ehemaliger Haltepunkt / Haltestelle | 29,7                                                                                                  | Angelmodde (Reakt. geplant)                          | Angelmodde (Reakt. geplant)                          |
| Dienststation / Betriebs- oder Güterbahnhof | 27,2                                                                                                  | Wolbeck (PV geplant)                                 | Wolbeck (PV geplant)                                 |
| Dienststation / Betriebs- oder Güterbahnhof | 22,2                                                                                                  | Albersloh                                            | Albersloh                                            |
| ehemaliger Haltepunkt / Haltestelle | 21,7                                                                                                  | Albersloh (geplant)                                  | Albersloh (geplant)                                  |
| ehemaliger Haltepunkt / Haltestelle | 18,2                                                                                                  | Alst                                                 | Alst                                                 |
| Dienststation / Betriebs- oder Güterbahnhof | 14,8                                                                                                  | Sendenhorst (PV geplant)                             | Sendenhorst (PV geplant)                             |
| Dienststation / Betriebs- oder Güterbahnhof | 7,8                                                                                                   | Tönnishäuschen                                       | Tönnishäuschen                                       |
| Dienststation / Betriebs- oder Güterbahnhof | 5,7                                                                                                   | Enniger                                              | Enniger                                              |
| | |                                                      |                                                      |
| Abzweig quer, nach links und von links | 0,0                                                                                                   | Neubeckum Pbf Bahnstrecke Hamm–Minden (Hauptstrecke) | Neubeckum Pbf Bahnstrecke Hamm–Minden (Hauptstrecke) |
| | |                                                      |                                                      |
| Abzweig geradeaus und von rechts | | von Neubeckum Gbf                                    | von Neubeckum Gbf                                    |
| ehemaliger Haltepunkt / Haltestelle | 1,7                                                                                                   | Friedrichshorst                                      | Friedrichshorst                                      |
| ehemaliger Haltepunkt / Haltestelle | 3,0                                                                                                   | Roland                                               | Roland                                               |
| Dienststation / Betriebs- oder Güterbahnhof | 5,928,6                                                                                               | Beckum                                               | Beckum                                               |
| ehemaliger Dienststation / Betriebs- oder Güterbahnhof | 27,6                                                                                                  | Beckum Gbf                                           | Beckum Gbf                                           |
| Dienststation / Betriebs- oder Güterbahnhof | 26,8                                                                                                  | Beckum Ost                                           | Beckum Ost                                           |
| ehemaliger Haltepunkt / Haltestelle | 22,7                                                                                                  | Dünninghausen                                        | Dünninghausen                                        |
| Dienststation / Betriebs- oder Güterbahnhof | 18,3                                                                                                  | Diestedde                                            | Diestedde                                            |
| Dienststation / Betriebs- oder Güterbahnhof | 13,9                                                                                                  | Wadersloh                                            | Wadersloh                                            |
| Dienststation / Betriebs- oder Güterbahnhof | 10,9                                                                                                  | Liesborn                                             | Liesborn                                             |
| ehemaliger Haltepunkt / Haltestelle | 5,3                                                                                                   | Cappel Nord                                          | Cappel Nord                                          |
| ehemaliger Haltepunkt / Haltestelle | 4,0                                                                                                   | Lippstadt West                                       | Lippstadt West                                       |
| Dienststation / Betriebs- oder Güterbahnhof | 3,4                                                                                                   | Lippstadt Nord                                       | Lippstadt Nord                                       |
| ehemaliger Bahnhof | 2,3                                                                                                   | Lippstadt Nord bis 1989                              | Lippstadt Nord bis 1989                              |
| Abzweig geradeaus und von links | 1,2                                                                                                   | Rhedaer Bahn                                         | Rhedaer Bahn                                         |
| Brücke über Wasserlauf | | Lippe                                                | Lippe                                                |
| Abzweig geradeaus und von links | | Bahnstrecke Hamm–Warburg von Warburg                 | Bahnstrecke Hamm–Warburg von Warburg                 |
| Bahnhof | 0,0                                                                                                   | Lippstadt                                            | 80 m                                                 |
| Abzweig geradeaus und nach rechts | | Bahnstrecke Hamm–Warburg nach Hamm                   | Bahnstrecke Hamm–Warburg nach Hamm                   |
| ehemaliger Haltepunkt / Haltestelle | | Bad Westernkotten                                    | Bad Westernkotten                                    |
| Dienststation / Betriebs- oder Güterbahnhof | 5,3                                                                                                   | Erwitte Nord                                         | Erwitte Nord                                         |
| Dienststation / Betriebs- oder Güterbahnhof | 7,5                                                                                                   | Erwitte                                              | 110 m                                                |
| ehemaliger Haltepunkt / Haltestelle | 9,7                                                                                                   | Söberinghof                                          | Söberinghof                                          |
| Dienststation / Betriebs- oder Güterbahnhof | 12,1                                                                                                  | Anröchte                                             | 180 m                                                |
| ehemaliger Bahnhof | 16,6                                                                                                  | Mellrich                                             | Mellrich                                             |
| Dienststation / Betriebs- oder Güterbahnhof | 18,5                                                                                                  | Uelde                                                | 290 m                                                |
| Kulminations-/Scheitelpunkt | 20,7                                                                                                  | Scheitelpunkt                                        | 330 m                                                |
| ehemaliger Haltepunkt / Haltestelle | 23,3                                                                                                  | Drewer                                               | Drewer                                               |
| Abzweig geradeaus und von links | | Möhnetalbahn von Brilon                              | Möhnetalbahn von Brilon                              |
| Brücke über Wasserlauf | | Möhne                                                | Möhne                                                |
| Dienststation / Betriebs- oder Güterbahnhof | 26,2                                                                                                  | Belecke                                              | 265 m                                                |
| Abzweig geradeaus und nach rechts | | Möhnetalbahn nach Soest                              | Möhnetalbahn nach Soest                              |
| Abzweig geradeaus und ehemals von rechts | | von Belecke Rbf                                      | von Belecke Rbf                                      |
| ehemaliger Bahnhof | 30,1                                                                                                  | Belecke Lanfer                                       | Belecke Lanfer                                       |
| Dienststation / Betriebs- oder Güterbahnhof | 30,7                                                                                                  | Warstein                                             | 290 m                                                |
| Strecke | | Industriebahn zur Hohen Lieth                        | Industriebahn zur Hohen Lieth                        |

Die Bahnstrecke Münster–Warstein ist eine normalspurige Eisenbahnstrecke in Nordrhein-Westfalen. Sie ist die Stammstrecke der Westfälischen Landes-Eisenbahn (WLE) und wird von ihr im Güterverkehr befahren. Der Abschnitt Neubeckum–Beckum ist Eigentum der DB InfraGO, wird aber von der WLE betrieben.

## Geschichte
Nach vielfältigen Bemühungen, den Raum um Belecke und Warstein an das Eisenbahnnetz anzuschließen, wurde am 22. November 1881 die Warstein-Lippstädter Eisenbahn gegründet. Hauptgesellschafter war der Provinzialverband Westfalen. Für den Bau der Strecke von Warstein nach Lippstadt unterzeichnete Kaiser Wilhelm I. die Baugenehmigung am 24. März 1882. Am 27. und 28. Juni 1882 fand die landespolizeiliche Prüfung des Bauvorhabens durch das Königliche Eisenbahnkommissariat statt, welches schließlich am 2. Oktober 1882 die offizielle Baugenehmigung erteilte. In 19 Monaten Bauzeit wurde die Bahnstrecke zwischen Warstein und Lippstadt errichtet und am 27. Oktober 1883 landespolizeilich abgenommen. Am 31. Oktober war die feierliche Inbetriebnahme.

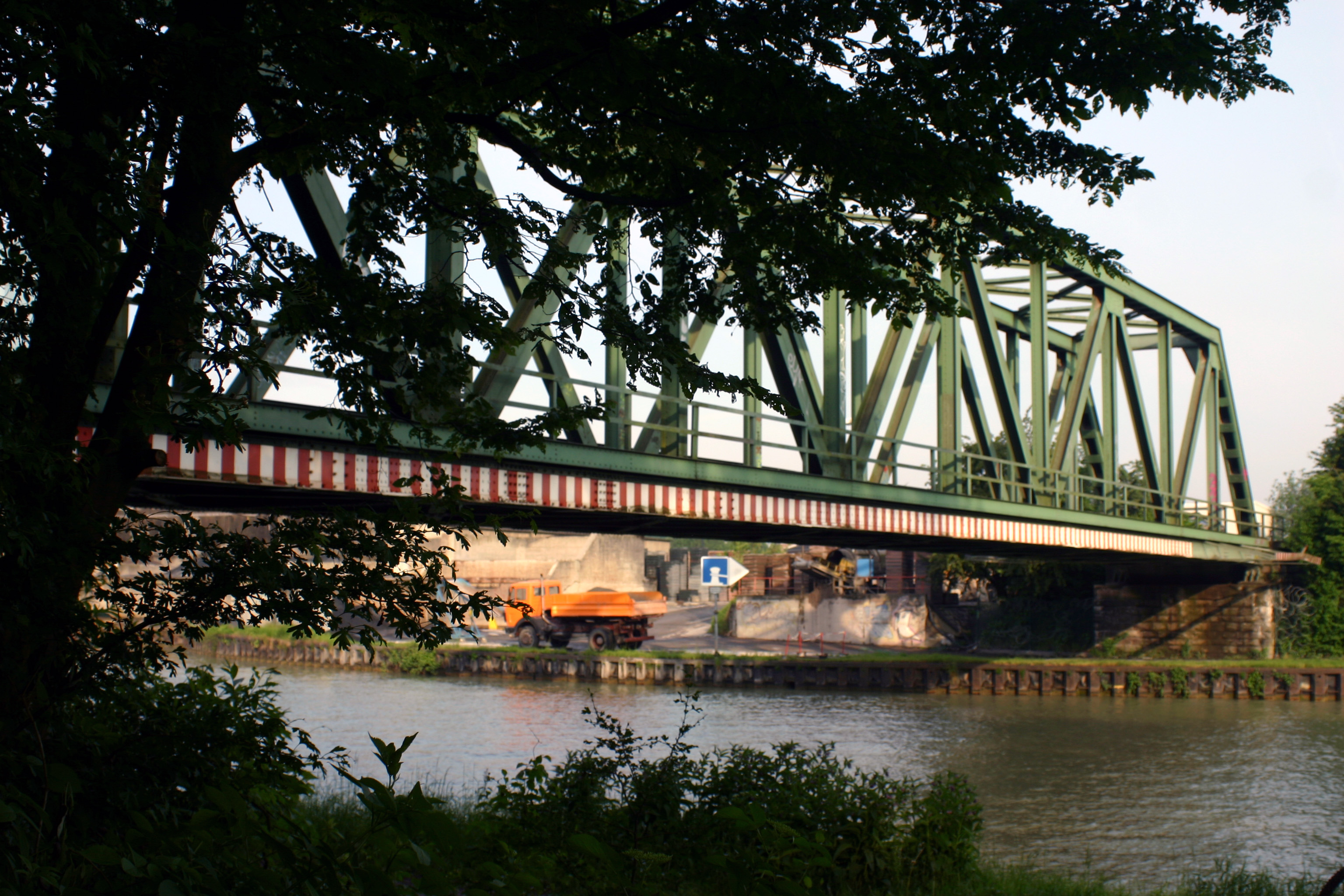
Brücke über den Dortmund-Ems-Kanal in Münster

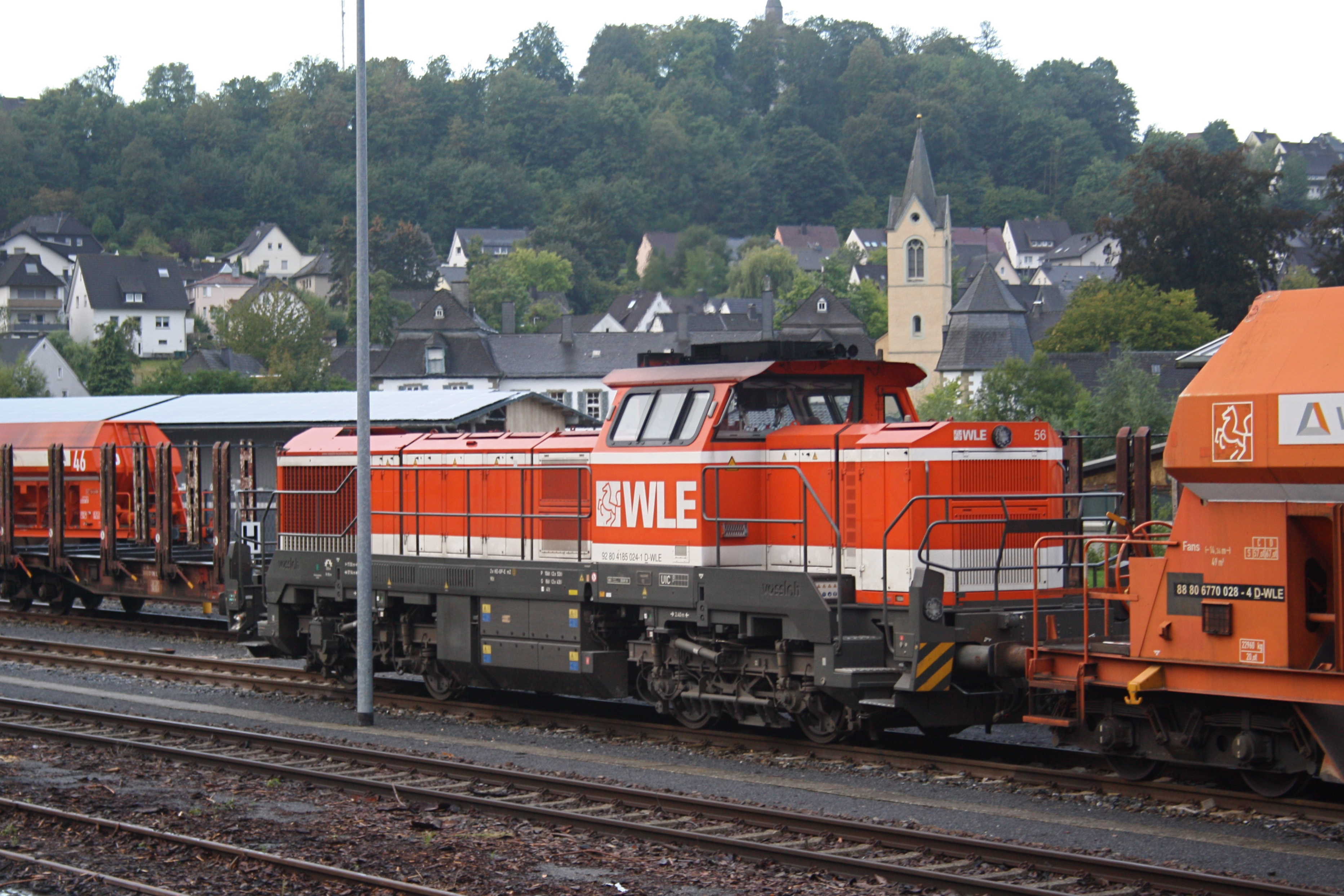
Diesellokomotive des Typs Vossloh DE18 der WLE im Bahnhof Warstein

Nach den ersten Erfolgen wurden verschiedene Bahnprojekte angegangen. Dazu war 1896 der Name in Westfälische Landes-Eisenbahn-Gesellschaft geändert worden, die Gesellschaft wurde wie schon zuvor als WLE abgekürzt. Am 20. Oktober 1898 wurde die Strecke über Lippstadt hinaus nach Beckum verlängert. Dort bestand Anschluss an die am 21. September 1879 in Betrieb genommene Strecke Neubeckum (damals noch Beckum-Enniger)–Beckum der Staatsbahn. Aufgrund eines Vertrages mit der KED Hannover wurde der gesamte Betrieb auf dieser Strecke fortan von der WLE durchgeführt. Die rechtliche Betriebsführung lag jedoch bei der Staatsbahn, erst 1958 wurde sie auf die WLE übertragen. Seit dem 18. März 1976 liegt auch die gesamte Verwaltung und alleinige betriebliche Nutzung bei der WLE, während die DB weiterhin die Konzession hält.
Am 15. April 1899 wurde die Strecke von Neubeckum nach Warendorf eröffnet, am 30. September 1903 auch die Verbindung nach Münster. In Münster gab es keinen direkten Übergang zur Staatsbahn, der WLE-Bahnhof lag etwa 700 Meter vom Hauptbahnhof entfernt. Die Übergabe von Güterwagen erfolgte über die Städtische Hafenbahn. Nachdem der Personenbahnhof der Westfälischen Landes-Eisenbahn im Zweiten Weltkrieg zerstört wurde, wurde 1949 eine Verbindungsrampe zum Hauptbahnhof gebaut, so dass die Personenzüge diesen mitbenutzen konnten.
Durch den Rückgang im Personenverkehr und die Stagnation im Güterverkehr kam die WLE in Liquiditätsprobleme. 1970 wurde die WLE der Bundesbahn zum Kauf angeboten, diese lehnte 1974 aber endgültig ab. Das Land Nordrhein-Westfalen war zu Hilfen bereit, wenn Rationalisierungsmaßnahmen durchgeführt würden. Dazu zählte die Einstellung des Personenverkehrs. In der Folge wurden Gleisanlagen abgebaut, Bahnhöfe verkauft, aber auch die verbliebenen Strecken saniert und moderne Lokomotiven und Waggons für den Kalksteinverkehr angeschafft.
2022 schloss die Westfalen AG ihren gleisnahen Standort in Münster-Gremmendorf, wodurch der letzte verbleibende Verkehr zwischen Münster und Neubeckum wegfiel. Der Streckenabschnitt ist seitdem, von einzelnen touristischen Sonderzügen abgesehen, ohne Verkehr; jedoch nicht stillgelegt.
Zwischen Münster und Sendenhorst sowie langfristig weiter bis nach Neubeckum haben die Planungen für eine Wiederaufnahme des Personenverkehrs begonnen.

## Personenverkehr
Am Anfang stand die Güterbeförderung im Vordergrund, der Personenverkehr war gering. Täglich verkehrten drei Zugpaare. 1884 wurden 64.000 Fahrgäste befördert. Vor der Erweiterung der Strecke 1898 wurden 172.000 Fahrgäste befördert, 1913 dann 2,2 Millionen.
In Neubeckum und Lippstadt lagen die Bahnsteige direkt am Staatsbahnhof, so dass bequemes Umsteigen möglich war. Um im Wettbewerb mit dem Straßenverkehr mithalten zu können, wurden 1928 schon die ersten Triebwagen beschafft. Münster war das größte Ziel des Personenverkehrs, an den Wochenenden war aber auch der Ausflugsverkehr in die Dörfer von Belang. 1938 verkehrten fünf beziehungsweise sechs Zugpaare, zwischen Neubeckum und Münster sogar zehn. 1954 waren es sieben und elf Zugpaare. 1974 beförderte die WLE auf der Strecke Neubeckum–Münster im täglichen Berufsverkehr abends und morgens jeweils nur noch rund 1.000 Menschen.
Der Personenverkehr auf dieser Strecke wurde 1975 eingestellt: zum Sommerfahrplan am 31. Mai auf dem Abschnitt Beckum–Lippstadt, zum Winterfahrplan am 27. September die Strecken Münster–Neubeckum und Lippstadt–Warstein.

### Reaktivierungsbemühungen

#### 2000: Untersuchungen zu Reaktivierungsvarianten
Im Rahmen der integrierten Verkehrsplanung des Landes Nordrhein-Westfalen (IGVP) wurde die Reaktivierung aller Streckenabschnitte zwischen Münster und Warstein für den Schienenpersonennahverkehr (SPNV) untersucht. Daraufhin wurde 2006 die Reaktivierung des Streckenabschnittes Münster–Neubeckum unter den Maßnahmen der Stufe 2 (Realisierung nach 2015) in den Verkehrsinfrastrukturplan des Landes aufgenommen. Ende des Jahres 2010 wurde eine weitere Studie vorgestellt, der zufolge sich eine Nutzung des Abschnitts von Sendenhorst bis Münster Hauptbahnhof lohnen würde. Diese Studie sah zwei zusätzliche Halte an der Halle Münsterland und in der Loddenheide sowie einen Zwanzig-Minuten-Takt im Stadtgebiet bis Münster-Wolbeck vor. Bis Sendenhorst sollten zwei Züge pro Stunde verkehren. Zur Hauptverkehrszeit montags bis freitags wurde eine Nachfrage von 6000 Fahrgästen erwartet. Das Reaktivierungsprojekt ist als Linie S8 Teil der Planungen zur S-Bahn Münsterland.

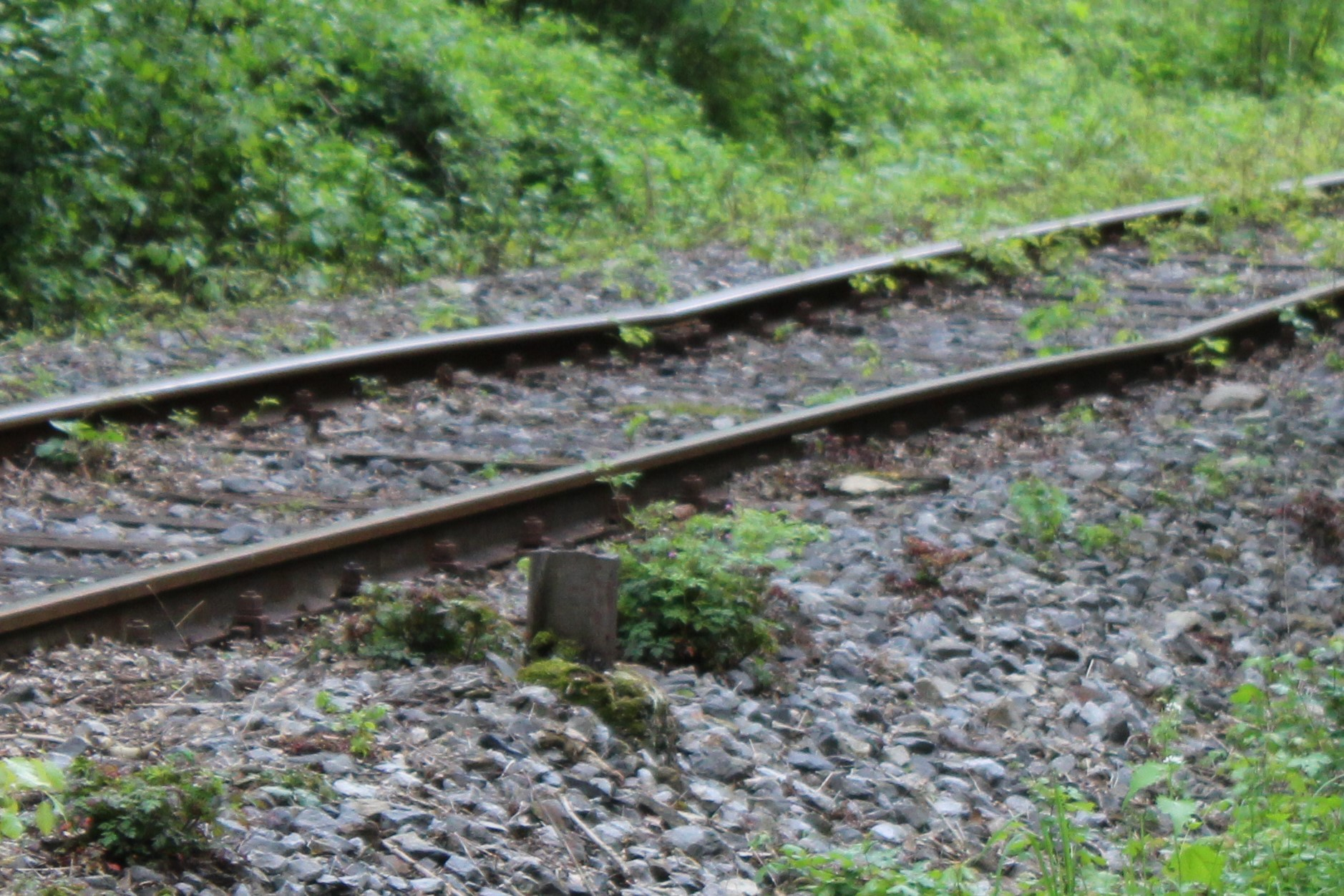
Zustand der Gleise zwischen Gremmendorf und Angelmodde etwa bei km 30

Aufgrund der Studie wurde eine Reaktivierung für den Personenverkehr und somit ein regelmäßiges Befahren der zuletzt nur noch notdürftig instandgehaltenen Strecke in Erwägung gezogen und entsprechende Anträge wurden gestellt. Der Streckenabschnitt von Sendenhorst nach Beckum wurde nicht berücksichtigt, da dort von einer erheblich geringeren Fahrgastzahl ausgegangen wurde. Er soll eventuell in einer späteren Realisierungsstufe folgen. Die Verbandsversammlung des Zweckverband SPNV Münsterland (ZVM) beschloss einstimmig, eine Machbarkeitsstudie für die Reaktivierung des weiteren Streckenabschnittes von Sendenhorst über Neubeckum und Wadersloh nach Lippstadt in Auftrag zu geben. Durch Zusammenlegung der Zweckverbände übernahm der Zweckverband Nahverkehr Westfalen-Lippe (NWL) die Aufgaben und damit die weitere Planung der WLE-Strecke.

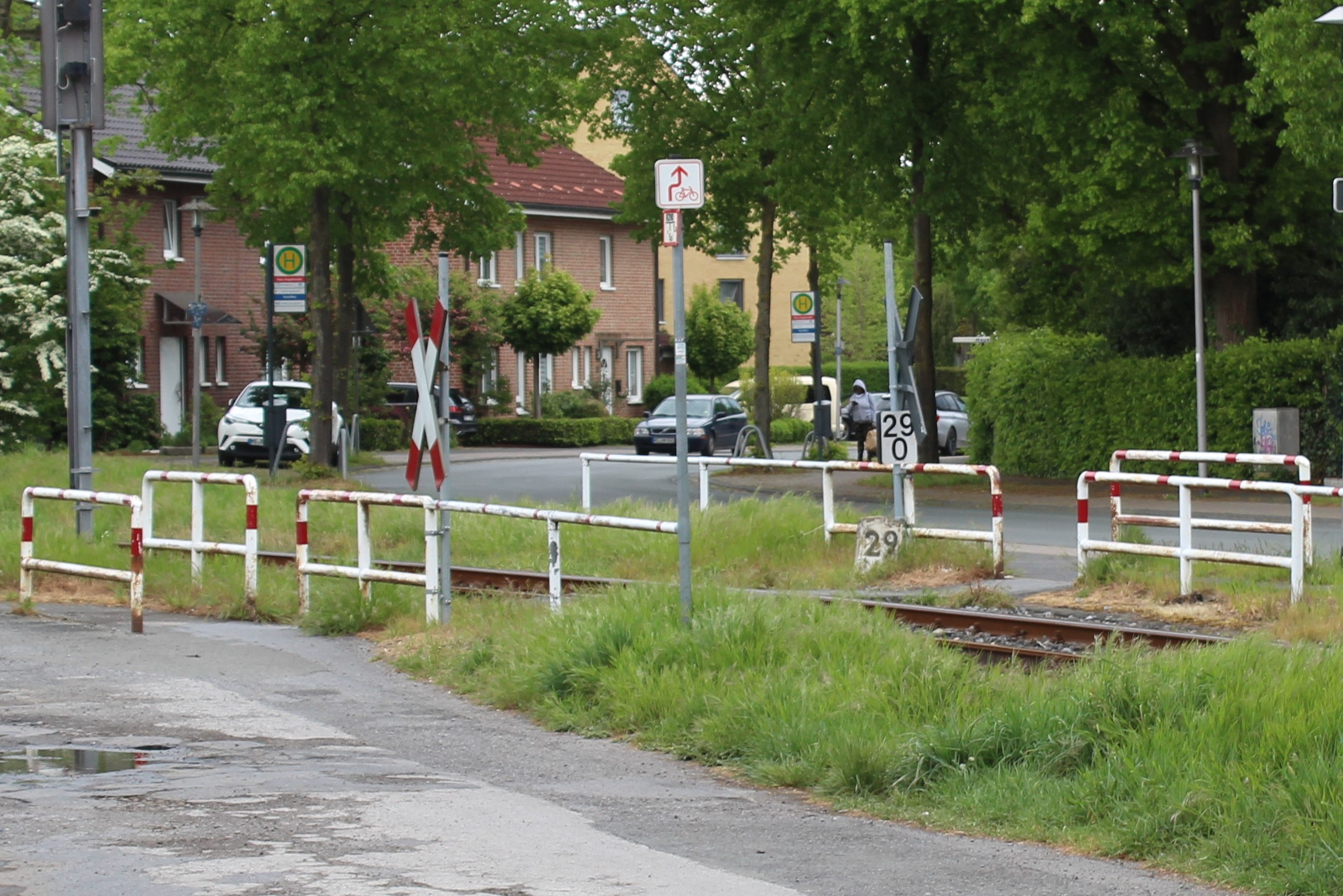
Bahnübergang Angelstraße/Twenhövenweg im Stadtteil Angelmodde (Münster). Der Bahnübergang wurde 2019 mit einem Andreaskreuz versehen.

Im Anschluss hatte die WLE die Planungen zur Reaktivierung der Strecke aufgenommen. Dabei sind Kostensteigerungen von zehn Millionen Euro aufgetreten, weil Brücken und Durchlässe in einem schlechteren Zustand als erwartet sind. Außerdem muss eine sehr hohe Zahl an Bahnübergängen berücksichtigt und technisch gesichert werden. Es war vorgesehen, in diesem Zusammenhang von anfangs 23 Bahnübergängen nun 29 von insgesamt 52 Übergängen aufzulassen. Der Bahnübergang „Petersheide“ musste für Baufahrzeuge eines Neubaugebietes ertüchtigt werden. Zwischen Münster Hauptbahnhof und Loddenheide soll die Geschwindigkeit auf 60 km/h, zwischen Loddenheide und Münster-Wolbeck auf 80 km/h und weiter nach Sendenhorst auf 100 km/h angehoben werden. Die Kosten für die Reaktivierung der 21,1 Kilometer langen Strecke wurden 2017 auf 42,3 Millionen Euro geschätzt. Dabei sollen auch sieben moderne Stationen errichtet werden, wovon zwei als Kreuzungsbahnhöfe ausgeführt werden. Zusätzlich ist ein zweigleisiger Begegnungsabschnitt geplant. Im Jahr 2019 hat die WLE Bahnübergänge für Fußgänger mit Andreaskreuzen versehen.
Um die Reaktivierung zu beschleunigen, hatte der NWL eine erste vereinfachte Umsetzungsstufe erarbeitet. Zunächst sollten nur die ersten 4,4 Kilometer bis Gremmendorf reaktiviert werden. Bis hierher sollten die Züge der Warendorfer Bahn RB 67 aus Bielefeld/Rheda-Wiedenbrück im Stundentakt und mit technisch unterstütztem Zugleitbetrieb verlängert werden. Die Kosten sollten sich auf 6,5 Millionen Euro belaufen. Im August 2016 gab der NWL in seiner Verbandsversammlung bekannt, eine stufenweise Reaktivierung nicht weiterzuverfolgen. Im Fall einer eigenfinanzierten Reaktivierung bis Gremmendorf müsste der spätere Reaktivierungsabschnitt Gremmendorf–Sendenhorst bei Finanzierung durch das ÖPNVG des Landes Nordrhein-Westfalen erneut eigenständig bewertet werden. Die Verantwortlichen wollen das Risiko eines Verlustes der Förderfähigkeit des zweiten Bauabschnittes nicht eingehen.

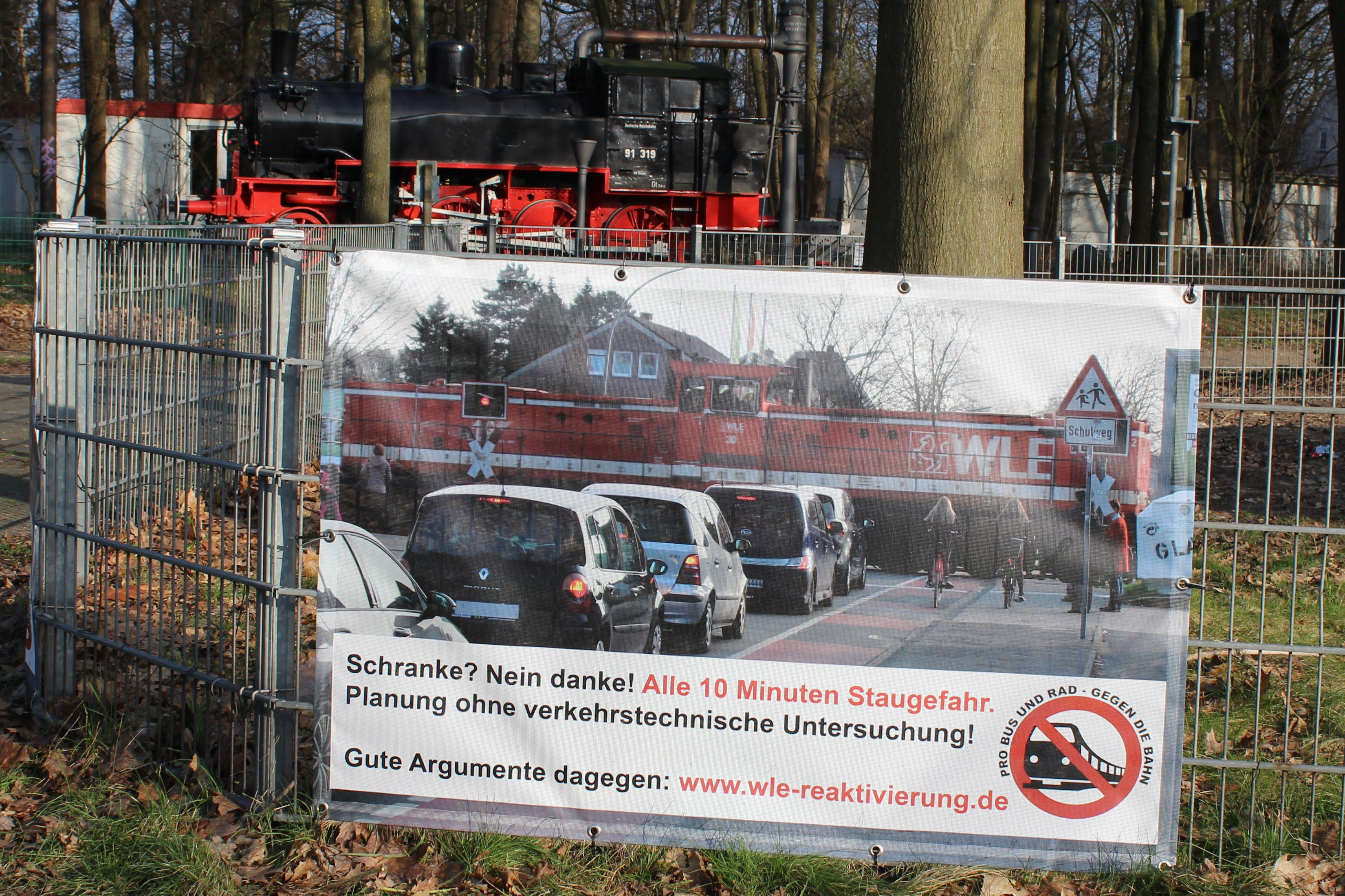
Banner der Bürgerinitiative gegen die WLE-Reaktivierung

#### 2019: Aufnahme in den ÖPNV-Bedarfsplan
Im Rahmen der Neuaufstellung des ÖPNV-Bedarfsplans wurde das Projekt einer erneuten Nutzen-Kosten-Bewertung unterzogen. Eine positive Analyse ist Voraussetzung für die Förderfähigkeit seitens des Landes Nordrhein-Westfalen. Für den Korridor der Buslinie 8 Münster – Gremmendorf – Angelmodde – Wolbeck wurde ein überarbeitetes Konzept gegenüber den Einstellungen angekündigt, wie sie in dem Gutachten von 2010 vorgeschlagen wurde. Auf Münsteraner Stadtgebiet formierte sich seit 2016 Widerstand gegen eine Wiederbelebung des SPNV. Eine Bürgerinitiative fordert hier die Errichtung eines Radweges auf dieser gewidmeten und im Güterverkehr befahrenen Trasse. Die der Bewertung zugrunde liegenden Fahrgastprognosen wurden von der Bürgerinitiative angezweifelt. Im Jahr 2017 wurde eine Sonderfahrt von Protesten begleitet. Die Planungen zum Schallschutz wurden in Frage gestellt, und die Informationspolitik der Planer wird kritisiert. Es wurden über 3500 Unterschriften gegen die Reaktivierung gesammelt.

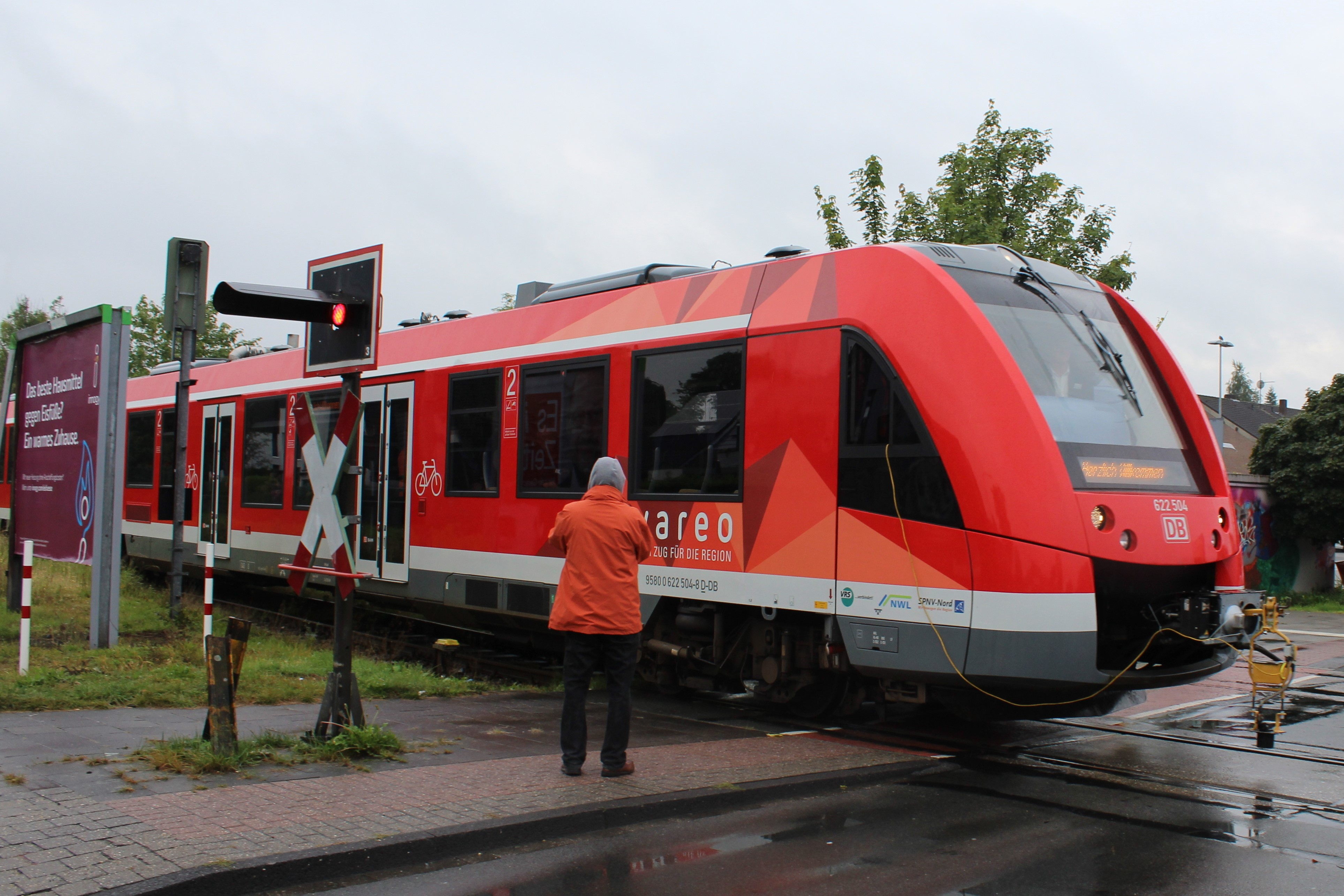
Sonderfahrt 2017 in Münster-Wolbeck

Anfang 2019 wurde eine standardisierte Bewertung mit aktualisierten Zahlen fertiggestellt. Dabei sind die Investitionskosten zur Ertüchtigung der Infrastruktur auf 42,8 Millionen Euro gestiegen. Es wurde ermittelt, dass durch die Bahnverbindung 2300 zusätzliche Fahrgäste gewonnen werden könnten, die das Nahverkehrsangebot sonst nicht nutzen würden. In der Untersuchung erreicht die Maßnahme einen Nutzen-Kosten-Indikator von 1,3, wobei die Linie 8 nur noch im Stundentakt bis Wolbeck verkehrt. Das Vorhaben ist damit nach dem ÖPNV-Gesetz des Landes Nordrhein-Westfalen förderfähig. Das Gutachten wurde von einzelnen Kommunalpolitikern kritisiert. Die Stadt Münster informierte 2018 über das Buskonzept und dokumentierte die Veranstaltung. Der Verkehrsausschuss des Landtags beschloss am 3. Juli 2019 die Aufnahme der Strecke bis Sendenhorst in den Bedarfsplan des Landes und in den Finanzierungsplan, so dass die Reaktivierung in den kommenden Jahren umgesetzt werden kann.

#### 2020: Start des Planfeststellungsverfahrens
Die Reaktivierung der WLE-Strecke setzt ein Planfeststellungsverfahren voraus, da es juristisch ein wesentlicher Eingriff an der Strecke ist (wie Erhöhung der Geschwindigkeit oder ähnliches). Da es sich um ein komplexes Infrastrukturvorhaben handelt, kann das Verfahren mehrere Jahre dauern. Der NWL gab bekannt, dass die Planungsunterlagen am 8. Mai 2020 der Bezirksregierung übergeben worden seien. Die Planfeststellungsunterlagen waren ab dem 24. August 2020 einsehbar. Der Bezirksregierung Münster lagen aufgrund der ersten Offenlage 282 Einwendungen vor. Die Bezirksregierung Münster führte vom 28. August bis 1. September 2023 einen ersten Erörterungstermin durch. Die WLE hat Ende 2022 in einem sogenannten Deckblattverfahren neue und geänderte Planungsunterlagen offengelegt. Die Lokalpresse machte hinter den Starttermin 2025 mittlerweile ein Fragezeichen. So seien die im Deckblattverfahren von der WLE eingereichten Unterlagen zur Artenschutzprüfung veraltet und würden mit hoher Wahrscheinlichkeit einer gerichtlichen Überprüfung nicht standhalten. Die Reaktivierung wird Umbauarbeiten im Bereich des münsterischen Hauptbahnhofes notwendig machen. Der Bedarf an Gleisen ist derzeit wegen noch nicht fertiggestellter Kapazitätsanalysen nicht absehbar. Die Stromversorgung im Hauptbahnhof Münster muss für den Bedarf durch batterieelektrische Schienenfahrzeuge mehrerer Linien ausgeweitet werden. Um die Infrastruktur hierfür zu erweitern, wird mit notwendigen Investitionen in Höhe von 15 Mio. Euro gerechnet. Die Ausbautätigkeiten für die Stromversorgung sowie die Schaffung eines alternativen Abstellgleises als Ersatz für Gleis 20 führten zu einer Projektverzögerung von einem Jahr. Weil bei der Erneuerung einzelner Komponenten der Leit- und Sicherungstechnik für die reaktivierte Strecke und deren Fortführung im Hauptbahnhof nach aktuellen Richtlinien die kompletten Anlagen ihren Bestandsschutz verlieren und ausgetauscht werden müssen, entsteht jetzt ein deutlich größerer Modernisierungsbedarf. Die Erneuerung der Brücke über den Dortmund-Ems-Kanal verzögert sich mit dem Ausbau desselben auf 2027. Die Brücke muss aktuell neu geplant werden, da die lichte Weite des 2008 geplanten Ersatzneubaus nicht mehr den geltenden Vorschriften entspricht.

#### 2022: Züge bestellt für Dezember 2025
Im April 2022 veröffentlichte der Verkehrsverbund Rhein-Ruhr im europäischen Amtsblatt eine Ex-ante-Transparenzbekanntmachung zur Aufstockung eines bereits vergebenen Auftrages zur Fahrzeugbereitstellung von 63 Fahrzeugen für das Niederrhein-Münsterland-Netz um zehn zusätzliche Exemplare für die Linien RB 68 Münster–Sendenhorst und RB 76 Verl–Gütersloh–Harsewinkel. Dabei handelt es sich um Batterie-Oberleitungstriebzüge des Typs Civity des Herstellers CAF mit 160 Sitzplätzen. Die Fahrzeuge sollen ab Dezember 2025 bereitgestellt und von CAF über 30 Jahre instand gehalten werden. Ursprünglich hatte der NWL eine eigene Fahrzeugbeschaffung zusammen mit anderen Linien geplant. Diese verzögert sich allerdings, da der Infrastrukturbetreiber Elektrifizierungsmaßnahmen nicht zeitgerecht umsetzen kann. Diese Fahrzeuge befanden sich 2022 in der Konstruktionsphase. Zwischen den Parteien bestanden erhebliche Differenzen, weil CAF seinen vertraglichen Nachweispflichten nicht nachkam und Abweichungen vom Lastenheft umsetzen wollte. Die Auftraggeber hatten CAF ein erstes Mal abgemahnt. Alle Beteiligten versuchen weiterhin einen vertragskonformen Zustand herzustellen. Das Worst-Case-Szenario einer Kündigung würde erhebliche negative und wirtschaftliche und verkehrlichen Konsequenzen nach sich ziehen.

#### 2025: Fortsetzung des Planfeststellungsverfahrens
Das seit 2020 laufende Planfeststellungsverfahren bei der Bezirksregierung Münster wurde mit der Offenlage korrigierter und neuer Planungsunterlagen vom 20. Januar – 19. Februar 2025 fortgesetzt. Gegen diese Unterlagen konnten Einwendung bis zum 5. März 2025 erhoben werden. In dem Verfahren war dies die dritte Offenlage von Planungsunterlagen. Die Lokalpresse kritisierte die Dauer des Planfeststellungsverfahrens und die vorgetragenen Bedenken der Stadt Münster als Befürworter des Vorhabens. Das Verfahren wird als zeit- und risikobehaftet angesehen, da Klagen gegen den Beschluss erwartet werden.
Das Eisenbahn-Bundesamt hat ein Planfeststellungsverfahren zur Erneuerung des WLE-Gleises im Münsteraner Hauptbahnhof eröffnet.

#### 2027: geplante Inbetriebnahme
Die WLE ging anfangs noch von einer Inbetriebnahme Ende 2023 aus, wobei Verzögerungen durch Einsprüche nicht einkalkuliert gewesen sein sollen. Die Reaktivierung wurde dann auf 2025 verschoben, da die ursprüngliche Planung des Bahnsteiges im Hauptbahnhof Münster neu aufgerollt werden musste. Anfang März 2023 gab der Zweckverband Nahverkehr Westfalen-Lippe (NWL) bekannt, dass die Reaktivierung auf die zweite Jahreshälfte 2026 verschoben wird, da die Planungskapazitäten nicht ausreichen, um die aufgetretenen Fragestellungen am Hauptbahnhof Münster abzuarbeiten. Die WLE bestätigte, dass immer noch nicht alle Grundstücksmodalitäten geklärt seien und es kein Nachspiel zum Planfeststellungsverfahren vor Gericht geben dürfe, um die Inbetriebnahme 2026 nicht zu gefährden. Anfang 2024 wurde bekannt, dass sich die Inbetriebnahme nun auf 2027 verschiebt, sofern das Planungsrecht Ende 2024 erlangt wird. Die Gesamtkosten steigen von ursprünglich 37 Mio. Euro auf 133 Mio. Euro, aber werden mit einem Kosten-Nutzen-Faktor von 1,36 als wirtschaftlich bewertet. Es handelt sich dabei um eine vorläufige Bewertung, welche noch nicht abgestimmt ist. Anfang September 2024 lag dem NWL das Gutachten selbst ihm noch nicht vor.

## Güterverkehr

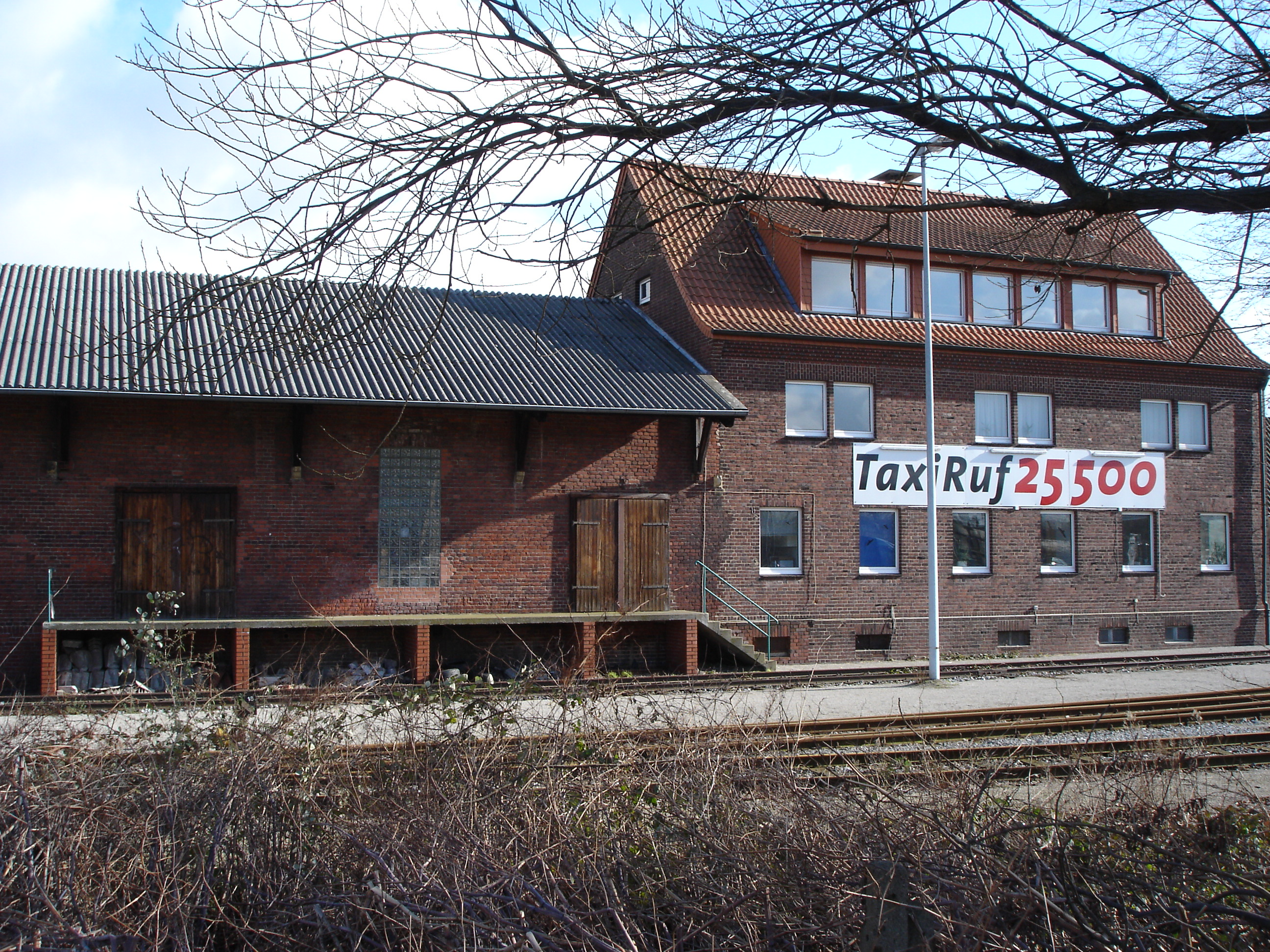
Ehemaliger Güterschuppen am Bahnhof Münster Ost

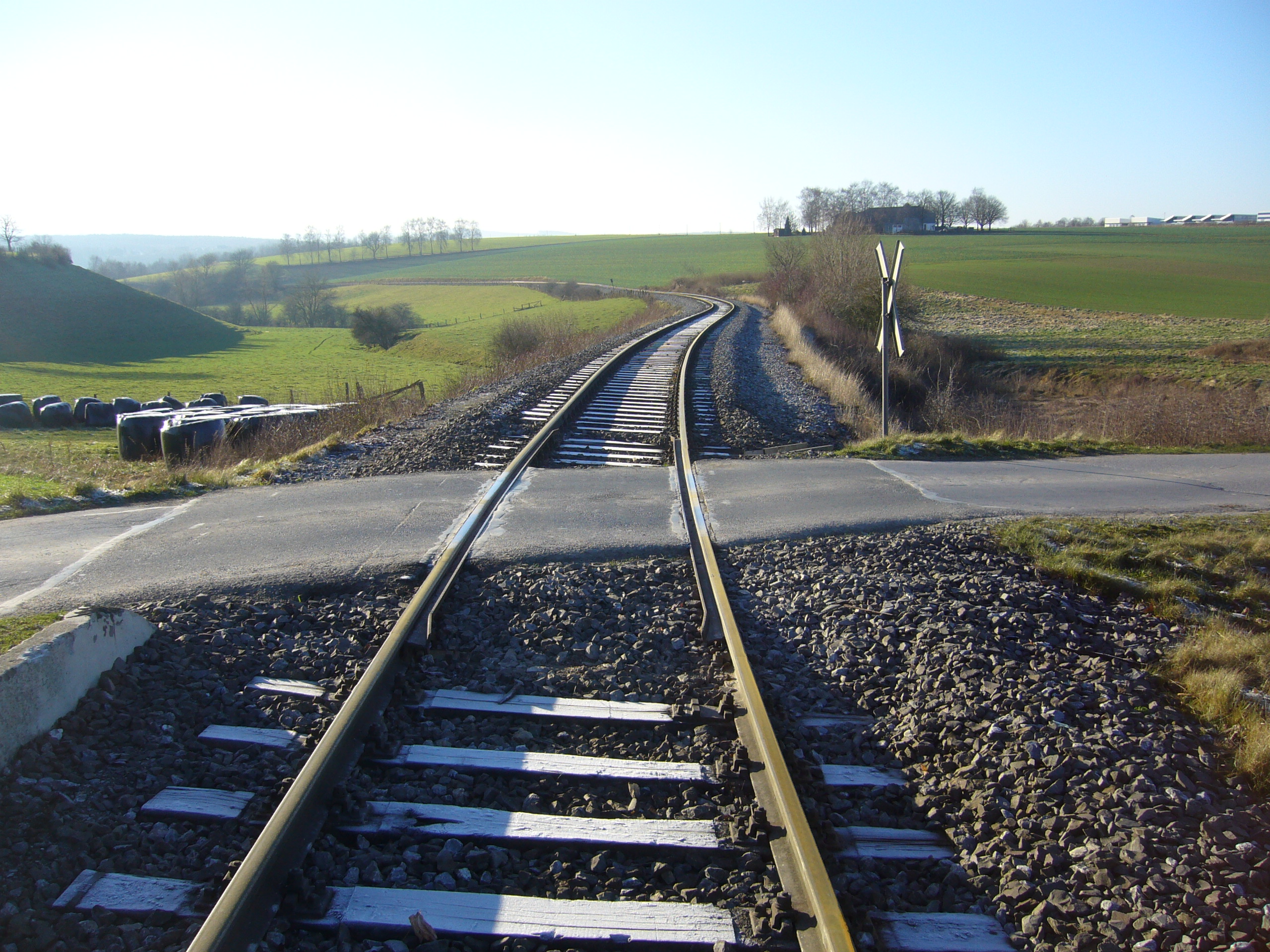
Rampe zur Haarstrang-Überquerung an einem BÜ bei Drewer, Blickrichtung Belecke

Schon bei der Planung der Strecke stand der Güterverkehr im Vordergrund. Wichtigste Kunden in der Anfangszeit waren die Steinbrüche bei Warstein, Belecke und Anröchte. Ebenfalls waren die Ende des 19. Jahrhunderts entstandenen Zementwerke in Erwitte, Beckum und Ennigerloh gute Kunden. Die Stein- und Zementindustrie gehört auch noch heute zu den besten Frachtkunden. Diese Abhängigkeit spiegelt sich auch in den Transportleistungen wider. In wirtschaftlich schwächeren Zeiten gingen die Transportleistungen deutlich zurück, während sie in Zeiten des Aufschwungs erheblich anstiegen. Für diese Verkehre wurde ein erheblicher Güterwagenpark vorgehalten. Auch heute sind noch Wagen für den Kalksteintransport von Warstein zu den Zementwerken im Raum Beckum vorhanden. Hierfür sind auch 2008 noch bis zu sechs Züge täglich im Einsatz. Erschwerend sind die Steigungen auf der Strecke zwischen Warstein und Uelde. Sie lassen nur relativ kurze Züge zu und erfordern gelegentlich auch den Einsatz von Schiebelokomotiven.
Daneben war auch der landwirtschaftliche Verkehr und eine Vielzahl von Industriebetrieben von Bedeutung, diese Verkehre sind allerdings in den 1960er und 1970er Jahren großenteils auf die Straße abgewandert.
Die Übergabe an die Staatsbahn erfolgte fast zu gleichen Teilen in Neubeckum und Lippstadt, in Münster wurden etwa zehn Prozent des Übergabeverkehrs abgewickelt. Im Zuge der Zentralisierung des Güterverkehrs wurde die Übergabe in Lippstadt fast bedeutungslos, dafür stieg der Verkehr über Münster an. Aber auch der Binnenverkehr, vor allem für die Zementindustrie, ist von Bedeutung.
Seit 2005 ist die Warsteiner Brauerei über ein 4,3 Kilometer langes Gleis an den Bahnhof Warstein angeschlossen. Wöchentlich verkehren zurzeit drei Containerzüge, davon zwei nach München und einer nach Berlin.
Die Westfalen AG in Münster gab ihren Standort in Gremmendorf im Jahr 2022 auf; der Anschluss wurde entwidmet und im Januar 2023 zurückgebaut. Dies bedeutete die Einstellung des regelmäßigen Güterverkehrs auf jenem Abschnitt, da die Westfalen AG der letzte verbliebene Kunde war.